# The Flash
The Flash es una serie de acción que fue emitida por el canal estadounidense CBS de 1990 a 1991 basada en el personaje de cómics The Flash. De los tres personajes que habían usado el traje y el nombre de The Flash, que son: Jay Garrick (el Flash original), Barry Allen (el segundo) y Wally West (el tercero y actual Flash durante los años 1990), la serie se basa en el segundo personaje mencionado. La serie está protagonizada por John Wesley Shipp, interpretando al segundo Flash, Barry Allen, y coprotagonizada por Amanda Pays. La serie fue creada por el equipo de guionistas Danny Bilson y Paul de Meo. Fue cancelada debido a la competencia en el horario con Los Simpson a las 20:30, al no tener una audiencia aceptable, por lo que se trató de salvarla trasladándola al horario de las 21:00; sin embargo, no consiguió suficientes espectadores, por lo que sólo tuvo una temporada de 22 episodios emitidos.

## Argumento
La serie comienza con la destrucción del laboratorio del forense Barry Allen a causa de un rayo. Allen recibe descargas eléctricas en dicho incidente. Rápidamente descubre, con la ayuda de la laboratorista Tina McGee, que el accidente ha cambiado el metabolismo de su cuerpo y como resultado le da la habilidad de moverse a una velocidad sobrehumana. Para vengar la muerte de su hermano, el oficial de policía Jay, Barry se convierte en Flash.
La serie, en sus inicios, tiene un toque un poco lúgubre y se enfoca en la confrontación de Flash con villanos humanos, como oficiales corruptos. A medida que la serie avanza, unos supervillanos entran en escena. El más famoso fue The Trickster, interpretado por Mark Hamill, y su compañera Prank (por Corinne Bohrer). Capitán Frío (Captain Cold), interpretado por Michael Champion y el Maestro de los Espejos, interpretado por David Cassidy. Sin embargo, estas apariciones especiales, fueron escasas y de poca duración. La serie fue cancelada tras una temporada, puesto que competía con la Noche del Jueves de NBC (que entre otros programas emitía The Cosby Show y Cheers) y con Fox (Los Simpson); así como con noticias de la guerra del Golfo y partidos de la NBA.
La serie tiene una temática muy conocida: Barry usa sus habilidades, secretamente, para ayudar a otros. Un efecto secundario de los poderes de Barry fue que padecía un hambre atroz, dado que tenía que reemplazar la comida que "quemaba" al moverse a super velocidad (tomando un litro de leche en cinco segundos). El traje que se usó en dicha serie, era similar al traje del tercer Flash, Wally West.

## Elenco y personajes
| John Wesley Shipp | Barry Allen/The Flash     |
| Paula Marshall    | Iris West                 |
| Amanda Pays       | Christina 'Tina' McGee    |
| Alex Désert       | Julio Mendez              |
| Mike Genovese     | Teniente Warren Garfield  |
| Richard Belzer    | Joe Kline                 |
| Gloria Reuben     | Sabrina                   |
| Dick Miller       | Fosnight                  |
| Mark Hamill       | James Jesse/The Trickster |
| Joyce Hyser       | Megan Lockheart           |

## Episodios
Por problemas de presupuesto y la baja audiencia, la serie duró solo una temporada con 22 capítulos:
| Capítulo | Título original            | Título en español             |
| -------- | -------------------------- | ----------------------------- |
| 1        | Pilot                      | Episodio piloto               |
| 2        | Out of Control             | Fuera de control              |
| 3        | Watching the Detectives    | Vigilando a los detectives    |
| 4        | Honor among Thieves        | Honor entre ladrones          |
| 5        | Double Vision              | Doble visión                  |
| 6        | Sins of the Father         | Pecados de un padre           |
| 7        | Child's Play               | Juego de niños                |
| 8        | Shroud of Death            | El velo de la muerte          |
| 9        | Ghost in the Machine       | El fantasma de la máquina     |
| 10       | Sight Unseen               | El hombre invisible           |
| 11       | Beat the Clock             | Contrarreloj                  |
| 12       | The Trickster              | El arlequín                   |
| 13       | Tina, is that you?         | Tina ¿eres tú?                |
| 14       | Be my Baby                 | Mi hija                       |
| 15       | Fast Forward               | Por delante del tiempo        |
| 16       | Deadly Nightshade          | Imitación letal               |
| 17       | Captain Cold               | Capitán Frío                  |
| 18       | Twin Streaks               | Relámpagos gemelos            |
| 19       | Done with Mirrors          | Hecho con espejos             |
| 20       | Good Night Central City    | Buenas noches, ciudad central |
| 21       | Alpha                      | Alfa                          |
| 22       | The Trial of the Trickster | El juicio contra Arlequín     |

## Arrowverso
La serie de televisión de 2014, The Flash, presenta varias referencias a la serie de 1990. John Wesley Shipp interpreta el papel recurrente del padre de Barry Allen, Henry Allen, y Amanda Pays retrata una vez más a Tina McGee. Shipp finalmente interpreta a la versión de Tierra-3 de Henry Allen, Jay Garrick / Flash. Con respecto a la diferencia en su interpretación de Garrick sobre Allen, Shipp "pensó que Jay es mi versión de Barry" de la serie de 1990, y agregó: "Regresé y vi un par de episodios de la versión de 1990/91 para recordarme a mí mismo. [Jay] me recuerda mucho más a mi Barry Allen de hace 25 años que a mi Henry Allen. Regresé y me sorprendió la actitud que tenía mi Barry Allen en algunas situaciones. Regresé y lo adelanté 25 años, e intenté entrelazarlo ". En el episodio "Welcome to Earth-2", mientras Barry, Cisco y Wells viajan a la Tierra-2, se ven destellos del multiverso, incluyendo una imagen de Shipp como Flash de la serie de 1990, lo que implica que la serie se estaba agregando al multiverso del Arrowverso.
En el episodio "Tricksters", Mark Hamill regresa como James Jesse / Trickster y Vito D'Ambrosio interpreta al alcalde Anthony Bellows (un personaje que interpretó en 1991, pero como oficial de policía). Un episodio posterior reveló que anteriormente era policía, con imágenes de Hamill como Trickster de la serie de televisión de 1990 utilizada en un informe policial. El compositor de la serie de 2014 Blake Neely incorporó el tema de Walker para el Trickster en el episodio. Alex Désert retrata a Julio Méndez nuevamente en el episodio de la tercera temporada de la serie, "Flashpoint", donde es el capitán del Departamento de Policía de Central City en la línea de tiempo de Flashpoint. Corinne Bohrer vuelve a interpretar su papel de Zoey Clark / Prank en "The Elongated Knight Rises", que también presentó imágenes de la serie de 1990 en su archivo policial.
Shipp repite su papel como Barry Allen de esta serie en el crossover del Arrowverso de 2018, "Elseworlds". El crossover también vincula la serie de 1990 con el Arrowverso, designando su mundo como Tierra-90. El personaje reaparece en el crossover del año siguiente, "Crisis on Infinite Earths", después de haber sido capturado por el Anti-Monitor y utilizado para alimentar su cañón antimateria para destruir el multiverso. Finalmente se sacrifica para destruir la máquina, viendo su vida con Tina (con quien se había casado en algún momento) ante sus ojos en forma de un clip de la serie original, terminando correctamente con el sacrificio de The Flash. Después de la filmación de la escena, John Wesley Shipp le dijo a Eric Wallace, showrunner de The Flash: "Gracias por darme la oportunidad de cerrar un capítulo".